# Гамден (Огайо)
Гамден (англ. Hamden) — селище (англ. village) в США, в окрузі Вінтон штату Огайо. Населення — 727 осіб (2020).

## Географія
Гамден розташований за координатами 39°9′35″ пн. ш. 82°31′26″ зх. д. / 39.15972° пн. ш. 82.52389° зх. д. (39.159668, -82.523910).  За даними Бюро перепису населення США в 2010 році селище мало площу 1,48 км², з яких 1,47 км² — суходіл та 0,00 км² — водойми.

## Демографія
Згідно з переписом 2010 року, у селищі мешкало 879 осіб у 338 домогосподарствах у складі 230 родин. Густота населення становила 595 осіб/км².  Було 367 помешкань (249/км²).
Расовий склад населення:
| - 99,3 % — білих - 0,5 % — чорних або афроамериканців - 0,1 % — корінних американців - 0,1 % — азіатів |

До двох чи більше рас належало 0,0 %. Частка іспаномовних становила 0,7 % від усіх жителів.
За віковим діапазоном населення розподілялося таким чином: 26,4 % — особи молодші 18 років, 59,3 % — особи у віці 18—64 років, 14,3 % — особи у віці 65 років та старші. Медіана віку мешканця становила 35,5 року. На 100 осіб жіночої статі у селищі припадало 96,6 чоловіків;  на 100 жінок у віці від 18 років та старших — 99,1 чоловіків також старших 18 років.
Середній дохід на одне домашнє господарство  становив 33 651 долар США (медіана — 25 217), а середній дохід на одну сім'ю — 39 390 доларів (медіана — 30 694). Медіана доходів становила 33 125 доларів для чоловіків та 26 250 доларів для жінок. За межею бідності перебувало 29,4 % осіб, у тому числі 64,3 % дітей у віці до 18 років та 11,7 % осіб у віці 65 років та старших.
Цивільне працевлаштоване населення становило 269 осіб. Основні галузі зайнятості: виробництво — 30,1 %, освіта, охорона здоров'я та соціальна допомога — 13,4 %, мистецтво, розваги та відпочинок — 11,2 %, науковці, спеціалісти, менеджери — 9,3 %.